# Pretèrit plusquamperfet
El pretèrit plusquamperfet (del llatí plus quam perfectum, «més que perfecte») indica una acció passada ocorreguda abans d'una altra de també passada, és a dir, anteriorment a un altre temps pretèrit. («Quan va arribar, ja s'havia mort»).
És un temps verbal relatiu d'aspecte perfectiu. És característic de les llengües romàniques.
Algunes llengües com asturlleonès, portuguès i gallec mantenen en ús actual el pretèrit plusquamperfet simple o sintètic: eu dera / you diere (jo havia donat), eu fizera/fixera / you ficiere (jo havia fet). Aquestes formes simples són arcaiques o dialectals en el castellà actual.